# Особо опасен (комикс)
Особо опасен (англ. Wanted — разыскиваемый; другое название В розыске) — серия комиксов, написанная Марком Милларом и иллюстрированная Джеем Джи Джонсом.

## Сюжет
Молодой 24-летний парень Уэсли Гибсон живёт не примечательной жизнью: работает в офисе ассистентом редактора журнала, терпит унижения от темнокожей начальницы и встречается с девушкой, которая изменяет ему с его же единственным другом. Однажды Уэсли встречает женщину по имени Фокс, которая рассказывает ему, что его отец, бросивший их с матерью спустя 18 лет после его рождения, является одним из лучших в мире суперзлодеев и что он был убит прошлой ночью неизвестным убийцей. Уэсли предлагают стать наследником места отца в тайной организации суперзлодеев — Братстве, ранее на корню уничтожившем всех супергероев.
Без особых раздумий Уэсли соглашается. Будучи прирождённым убийцей, он быстро проходит все испытания, придуманные Фокс, и становится официальным членом Братства, получив псевдоним отца — Киллер. Уэсли чувствует, что обрёл своё место в новой роли злодея, однако теперь ему предстоит узнать о секретах самого Братства и расставить все точки в истории об убийстве отца.

## Персонажи

### Киллер
Уэсли Гибсон, которого взяли под опеку Фокс и профессор Соломон Зельцер, принял новую жизнь и роль нового киллера. Он получил возможность грабить, убивать и насиловать сколько пожелает, не задумываясь о последствиях. Он возродился, прошёл испытание кровью и огнём и стал киллером.
Главный герой комикса. В начале повествования обычный офисный работник и хронический неудачник.
За основу внешности взят Эминем.

### Фокс
Она стреляет от бедра, а бедра у неё суперские. Женщина по кличке Фокс выросла в трущобах, где было лишь три пути наверх: спорт, хип-хоп и преступность. Что ей оставалось, если для рэпа ей не хватило таланта, а для баскетбола — роста. Неутолимой жаждой секса, она привязала к себе первого киллера и упрочила своё положение в Братстве суперзлодеев. Когда киллер погиб, она предложила своё тело его сыну — Уэсли Гибсону. Она из такого разряда женщин, которые хотят всего и сразу.
Сексуальная темнокожая помощница и любовница первого Киллера, а позже и его сына.
За основу внешности взята Хэлли Берри.

### Профессор
Профессор Соломон Зельцер — интриган, который составляет карту человеческой души для разнообразия и периодически навещает малолетних путан. Профессор — обладатель самого блистательного ума в мире, к 10 годам ставший миллиардером. Обладатель интеллекта 9 уровня. Под его началом в 1986 году были уничтожены все супергерои.
Один из пяти главных суперзлодеев, поделивших мир. Профессору достались Южная и Северная Америки. Его приспешники: Долбоёб (англ. Fuckwit) — клон «величайшего супергероя» с Синдромом Дауна и Отсос (англ. Sucker) — инопланетный паразит, способный к временному «воровству» способностей других существ.

### Первый Киллер
Самый опасный убийца в мире, сам ставший жертвой. Но при жизни постоянно оправдывал свою кличку, не испытывал ни малейших угрызений совести. Его убили выстрелом в голову с огромного расстояния, подойти ближе никто не осмелился. Но Киллер передал наследство, а также непревзойденную меткость и инстинкт убийцы своему внебрачному сыну Уэсли Гибсону.
За основу внешности взят Томми Ли Джонс.

### Мистер Риктус
Когда то он спасал людей, теперь он их губит. Нынешний Мистер Риктус раньше был примерным христианином, самым набожным из людей. Но после трагического несчастного случая он пережил клиническую смерть на операционном столе. Он ожидал увидеть рай, а обнаружил пустоту. Ни Бога, ни рая, ни загробной жизни. Ровным счетом ничего из того, что ему обещали за праведную жизнь. Только пустота, которая вскоре поселилась в его сердце.
Главный злодей комикса. Один из совета Пяти — ему досталась Австралия. В его подчинении находится Говнорожий — существо созданное из кала самых ужасных злодеев.

### Совет Пяти
Пять самых главных злодеев мира и лидеров Братства после уничтожения супергероев и переделки реальности в 1986 году, разделили мир на пять частей и образовали совет Пяти, чтобы решать судьбу планеты.
- Профессор Соломон Зельцер (англ. The Professor Solomon Seltzer) — получил Северную и Южную Америки. Считает, что Братству лучше скрывать своё существования от общества.
- Адам-Один (англ. Adam-One) — получил Африку. Старейший человек в мире, каннибал. Хочет сохранить существования Братства суперзлодеев в тайне.
- Император Цзин-Сянь (англ. The Emperor Ching-Sang) — получил Азию. Китайский криминальный босс, одевающийся в стиле императора Цинь. Колеблется в вопросе необходимости раскрытия Братства миру.
- Фьючер (англ. The Future — будущее) — получил Европу. Сумасшедший нацист, мечтает о новом Холокосте. Готов терпеть азиатов и африканцев, пока он способен убивать евреев
- Мистер Риктус (англ. Mr. Rictus) — получил Австралию. Недоволен этим. Хочет раскрыть миру факт существования Братства.

## Фильм
Фильм «Особо опасен» режиссёра Тимура Бекмамбетова снят по мотивам комикса с оригинальной историей. Из персонажей остались только Уэсли Гибсон и Фокс, причём хотя Марк Миллар в дополнительных материалах к комиксу указал, что главный герой списан с Эминема, а Фокс с Хэлли Берри, в фильме их роли исполняют соответственно Джеймс Макэвой и Анджелина Джоли. Внешность главных героев также значительно изменилась: Фокс должна быть чернокожей девушкой в костюме лисы, а Уэсли в комиксе носит футуристический защитный костюм, обеспечивающий ему способность к полёту.
Организация суперзлодеев из комикса, уничтожившая всех супергероев, захватившая власть во всём мире и изменившая реальность, чтобы стереть любое упоминание о супергероях, в фильме превратилось в Братство ткачей — сообщество киллеров, исполняющих приказы Станка Судьбы, шифрующего в двоичном коде имена жертв на ткани.

## Игры
- Особо опасен: Орудие судьбы